# Żywki Małe
Żywki Małe (deutsch Luisenhof) ist ein kleiner Ort in der polnischen Woiwodschaft Ermland-Masuren und gehört zur Landgemeinde Kruklanki (Kruglanken) im Powiat Giżycki (Kreis Lötzen).

## Geographische Lage
Żywki Małe liegt am Ostufer vom Großen Babke-See (polnisch Jezioro Babka) im nördlichen Osten der Woiwodschaft Ermland-Masuren. Die frühere Kreisstadt Angerburg (polnisch Węgorzewo) ist 21 Kilometer weit in nordwestlicher Richtung entfernt, die heutige Kreismetropole Giżycko (Lötzen) liegt 14 Kilometer in südwestlicher Richtung.

## Geschichte
Die ursprünglich Klein Siewken und vor 1898 Louisenhof genannte kleine Ortschaft war 1818 als Vorwerk des Gutsbezirks Siewken (polnisch Żywki) gegründet worden und blieb bis 1945 ein Wohnplatz der Gemeinde Siewken. Es gehörte bis 1945 zum Kreis Angerburg im Regierungsbezirk Gumbinnen der preußischen Provinz Ostpreußen und zählte im Jahre 1910 lediglich 38 Einwohner.
In Kriegsfolge kam Siewken und mit ihm Luisenhof zu Polen. Es erhielt die polnische Namensform „Żywki Małe“ und gehört heute zum Schulzenamt (polnisch sołectwo) Żywki innerhalb der Landgemeinde Kruklanki (Kruglanken) im Powiat Giżycki (Kreis Lötzen), vor 1998 der Woiwodschaft Suwałki, seither der Woiwodschaft Ermland-Masuren zugehörig.

## Kirche
Bis 1945 war Luisenhof in die evangelische Kirche Kruglanken in der Kirchenprovinz Ostpreußen der Kirche der Altpreußischen Union und in die katholische Kirche St. Bruno in Lötzen (polnisch Giżycko) im Bistum Ermland eingepfarrt.
Heute ist Żywki Małe Teil der katholischen Pfarrei Kruklanki im Bistum Ełk der Römisch-katholischen Kirche in Polen bzw. der evangelischen Pfarrei Giżycko mit den Filialkirchen Pozezdrze (Possessern, 1938 bis 1945 Großgarten) und Wydminy (Widminnen) innerhalb der Diözese Masuren der Evangelisch-Augsburgischen Kirche in Polen.

## Verkehr
Żywki Małe erreicht man zweieinhalb Kilometer östlich von Kruklanki auf einer Nebenstraße, die über Żywki (Siewken) und Sołtmany (Soltmahnen) nach Mazuchówka (Masuchowken, 1936 bis 1945 Rodental) führt. Eine Bahnanbindung besteht nicht.